# Flo Rida

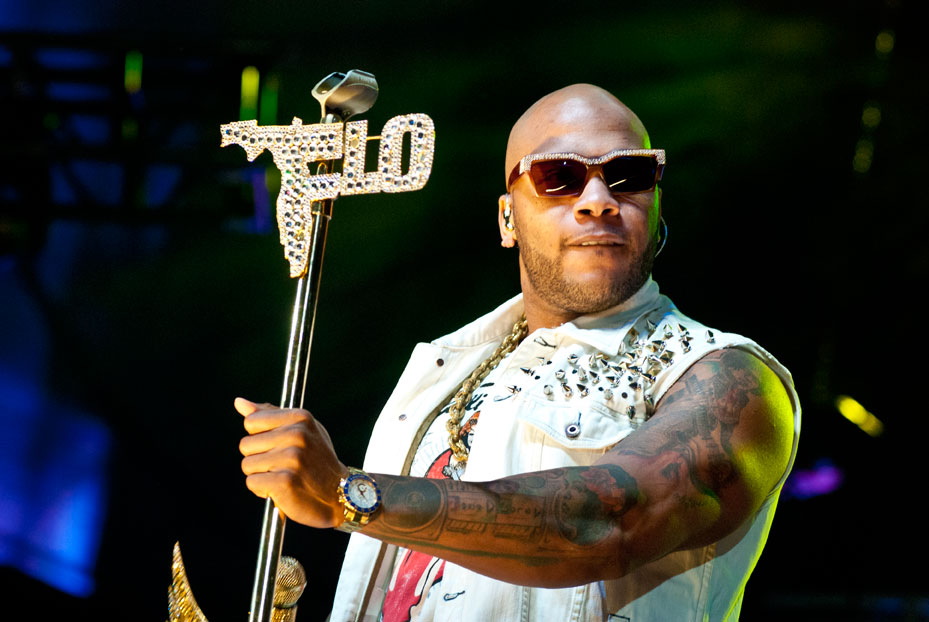
Flo Rida auf dem B96 Summerbash (Juni 2012)

Flo Rida (* 16. September 1979 in Opa-locka, Florida; mit bürgerlichem Namen Tramar Dillard, auch Flo-Rida geschrieben) ist ein US-amerikanischer Rapper. Der Name ist ein Wortspiel mit dem Namen seiner Heimat Florida und einer umgangssprachlichen Schreibweise des Begriffs „Flow Rider“ (bezeichnet jemanden, der figurativ auf einer Welle reitet).

## Musikalische Biografie

### Musikalischer Beginn
Als Jugendlicher hatte Dillard mit zwei Freunden das Hip-Hop-Trio Groundhoggz gegründet, mit dem er in der Gegend als Vorgruppe für andere Künstler auftrat.
Über einen Schwager bekam er Verbindungen zur 2 Live Crew und arbeitete ab 2001 für das Crew-Mitglied Fresh Kid Ice als Hype
Man, eine Art Anheizer vor und während der Konzerte.

### Erste Erfolge
Es folgten Solo-Demoaufnahmen und drei unergiebige Jahre in Kalifornien, wo er auch mit DeVante Swing zusammenarbeitete, bevor er einem Angebot von E-Class, einer Jugendbekanntschaft aus Florida, folgte und bei dessen Label Poe Boy/Atlantic einen Vertrag unterschrieb. Mit einem Beitrag zu DJ Khaleds Album We the Best im Stück Bitch I’m From Dade County machte er erstmals auf sich aufmerksam. Eine erste eigene Single, Birthday (featuring Rick Ross) folgte. Für die zweite Veröffentlichung, die Single Low, wurde als Unterstützung T-Pain gewonnen, der 2007 zuvor bereits zweimal auf Platz 1 der US-Billboard-Charts gewesen war. Zusätzliche Popularität erhielt das Lied, als es für den Soundtrack zu Step Up to the Streets (Kinostart Februar 2008), dem Nachfolgefilm von Step Up, ausgewählt wurde. Zum Jahreswechsel 2007/08 schaffte es Flo Ridas Single bis an die Spitze der Charts. Die Single Low konnte mit 470.000 Downloads in einer Woche einen Rekord aufstellen.

### 2008–2009: Debütalbum
Für das 2008 erscheinende Debütalbum Mail on Sunday konnten Rapper wie Rick Ross, Trey Songz und Plies gewonnen werden.
Weiterhin vertreten sind Sean Kingston und will.i.am von den Black Eyed Peas. Ebenfalls hat Timbaland als Produzent mitgearbeitet. Der Fokus seiner Texte auf Mails on Sunday liegt auf Partyinhalten. Politische oder sozialkritische Statements liegen ihm eher fern. Insbesondere Funk, die Musik, mit der er durch seine Eltern sozialisiert wurde, hat es ihm angetan, was man an zahlreichen Produktionen hören kann. Das Album brachte es bis auf Platz 4 der US-Charts.

### Zweites Album: R.O.O.T.S.

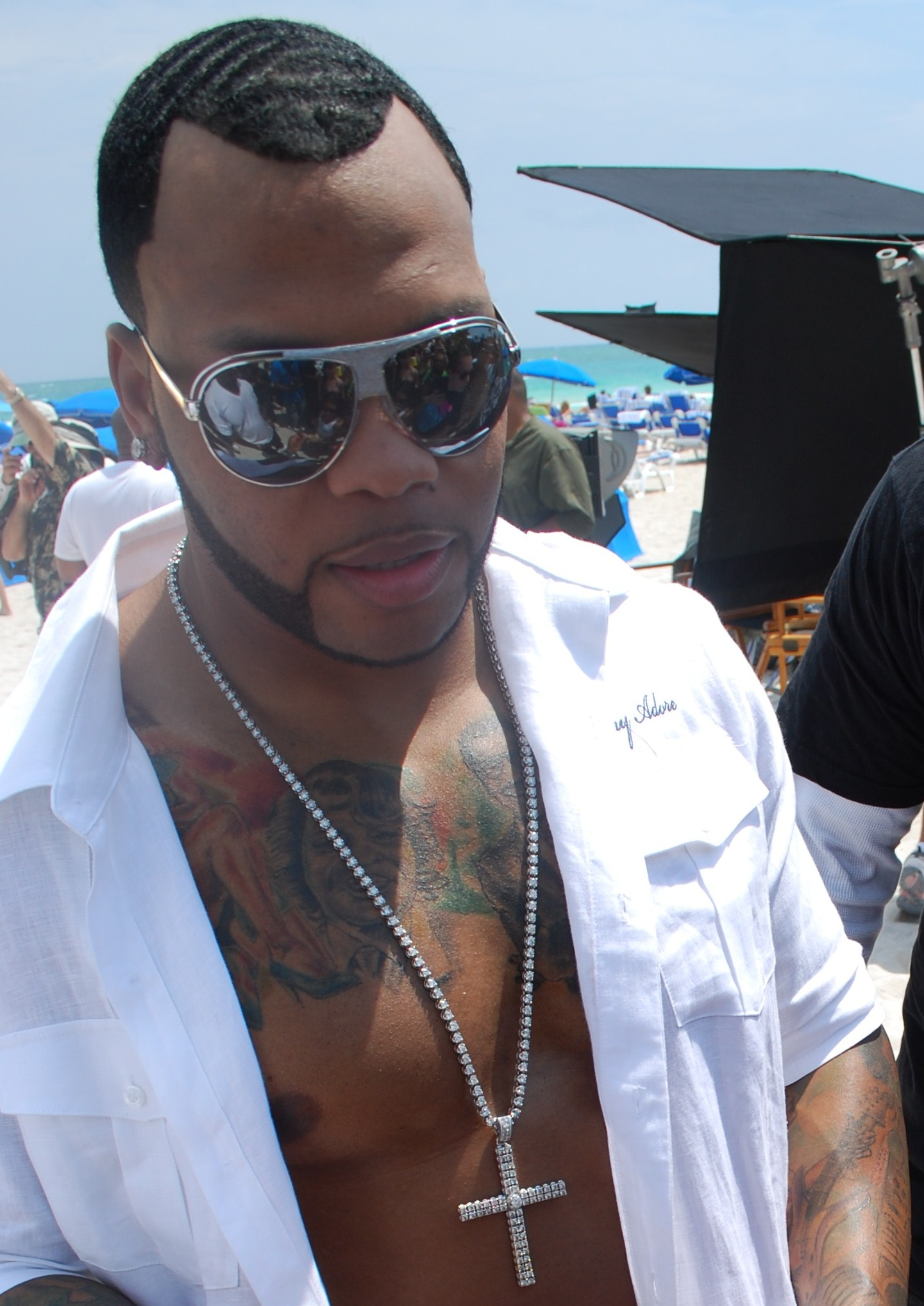
Flo Rida (April 2009)

Das zweite Album R.O.O.T.S. folgte bereits im Jahr darauf. Vorab wurde daraus zusammen mit der Sängerin Kesha der Song Right Round veröffentlicht, der auf You Spin Me Round (Like a Record) von der britischen Band Dead or Alive basiert. Im Februar 2009 erreichte er damit zum zweiten Mal Platz 1 der Billboard Hot 100.
Flo Rida nahm mit Christina Aguilera 2010 den Song 'Tasty' für ihr Album Bionic auf. Außerdem zeichnete er 2010 mit Cody Simpson dessen Debütsingle iYiYi auf. Auf David Guettas Album Nothing but the Beat wirkte er zusammen mit Nicki Minaj beim Titel Where Them Girls At mit. Außerdem gastierte er in dem Lied Hangover von Taio Cruz.

### Drittes Album: Only One Flo (Part 1)
Only One Flo (Part 1) ist das dritte Studioalbum von Flo Rida. Es wurde am 30. November 2010 über Atlantic Records und sein eigenes Label Poe Boy Entertainment veröffentlicht. Das Album erhielt gemischte Bewertungen von Kritikern und erreichte Platz 107 der Billboard 200 und verkaufte 11.000 Exemplare in der ersten Woche in den USA. Club Can’t Handle Me featuring David Guetta wurde als erste Single ausgekoppelt.
Das Lied wurde auch auf dem Step-Up-3D-Soundtrack vorgestellt. Am 16. November 2010 wurde die Promo-Single Turn Around (5, 4, 3, 2, 1) über den iTunes Store veröffentlicht. Die Single erreichte Platz acht der deutschen Charts. Nach der Veröffentlichung des Albums in Großbritannien wurde die dritte Single Who Dat Girl vorgestellt. Dort arbeitete Flo Rida mit Akon zusammen, es debütierte auf Platz 39 in den USA und Platz 64 in Großbritannien.

### 2012: Wild Ones
Sein viertes Album trägt den Titel Wild Ones. Am 29. August 2011 veröffentlichte Flo Rida die erste Single aus dem Album mit dem Titel Good Feeling. Die Single verkaufte sich in den USA rund zwei Millionen Mal. Das Lied wurde von Avicii produziert und basiert ebenso wie dessen Song Levels auf Something’s Got a Hold on Me von Etta James. Nach der Veröffentlichung in Deutschland konnte es sich schon am ersten Tag in den iTunes-Charts auf Platz eins positionieren und stieg auch in der ersten Woche an die Spitze der Single-Charts. Außerdem wurde der Song mit 2× Platin ausgezeichnet. Die zweite Single mit dem Titel Wild Ones wurde am 19. Dezember 2011 veröffentlicht. Der Song wurde von Sia Furler gesungen. Am 24. April 2012 wurde die dritte Single Whistle veröffentlicht. Diese Single erreichte weltweit gute Chartplatzierungen. Sie konnte zum Beispiel in den USA Platz 1 und in Deutschland Platz 2 der Charts erreichen. Als Promotional-Single wurde Let It Roll veröffentlicht. Dieses Lied konnte sich auf Platz 24 in den deutschen Charts platzieren und wurde am 19. Juni 2012 veröffentlicht. Die vierte Single ist I Cry, welche am 18. September 2012 erschien. Sie erreichte Platz 3 in Großbritannien. Die Single präsentierte er in America’s Got Talent am 13. September. Außerdem trat er mit Jennifer Lopez bei American Idol auf, sie stellten die Single Goin’ In vor. Ebenfalls erschien ihr gemeinsamer Song Sweet Spot als Single. Ein Musikvideo wurde ebenfalls angekündigt. Auch Backstage-Videos vom Dreh erschienen im Netz, jedoch wurde das offizielle Musikvideo nie veröffentlicht.

### Seit 2013: The Perfect 10
Sein fünftes Studioalbum trägt den Namen The Perfect 10. Ein Erscheinungsdatum ist noch nicht bekannt. Die erste Promotion-Single ist Tell Me When You Ready mit Future. Die erste Singleauskopplung ist Can’t Believe It mit Pitbull, die am 30. Juli 2013 erschien.
Nach der Veröffentlichung des Liedes I Don’t Mind in Zusammenarbeit mit dem russischen Rapper Timati, entschloss sich der Schweizer Erfolgs-DJ DJ Antoine einen Remix des Liedes zu produzieren. Die neue Version des Tracks erschien auf seinen Studioalbum We Are the Party.

### Album: My House
Am 7. April 2015 veröffentlichte der US-Rapper sein sechstes Studioalbum. Es enthält sieben Titel, darunter auch eine Zusammenarbeit mit Superstar Chris Brown. Bereits im Vorfeld stieg die Single „GDFR“ mit Sage the Gemini & Lookas in die Charts ein.

### Eurovision Song Contest 2021
Im Mai 2021 nahm Flo Rida am Eurovision Song Contest 2021 in Rotterdam mit der italienischen Sängerin Senhit für San Marino teil. Flo Rida hat im Lied einen Featuring-Part.

## Diskografie
Studioalben

| Jahr | Titel Musiklabel                             | Höchstplatzierung, Gesamtwochen, AuszeichnungChartplatzierungen (Jahr, Titel, Musiklabel, Platzierungen, Wochen, Auszeichnungen, Anmerkungen) | Höchstplatzierung, Gesamtwochen, AuszeichnungChartplatzierungen (Jahr, Titel, Musiklabel, Platzierungen, Wochen, Auszeichnungen, Anmerkungen) | Höchstplatzierung, Gesamtwochen, AuszeichnungChartplatzierungen (Jahr, Titel, Musiklabel, Platzierungen, Wochen, Auszeichnungen, Anmerkungen) | Höchstplatzierung, Gesamtwochen, AuszeichnungChartplatzierungen (Jahr, Titel, Musiklabel, Platzierungen, Wochen, Auszeichnungen, Anmerkungen) | Höchstplatzierung, Gesamtwochen, AuszeichnungChartplatzierungen (Jahr, Titel, Musiklabel, Platzierungen, Wochen, Auszeichnungen, Anmerkungen) | Anmerkungen                                               |
| Jahr | Titel Musiklabel                             | DE | AT | CH | UK | US | Anmerkungen                                               |
| ---- | -------------------------------------------- | --- | --- | --- | --- | --- | --------------------------------------------------------- |
| 2008 | Mail on Sunday Atlantic Records (WMG)        | DE50 (5 Wo.)DE | — | CH60 (3 Wo.)CH | UK29 Gold · (19 Wo.)UK | US4 (28 Wo.)US | Erstveröffentlichung: 17. März 2008 Verkäufe: + 618.000   |
| 2009 | R.O.O.T.S. Atlantic Records (WMG)            | DE21 (9 Wo.)DE | AT21 (7 Wo.)AT | CH14 (15 Wo.)CH | UK5 Gold · (10 Wo.)UK | US8 Platin · (21 Wo.)US | Erstveröffentlichung: 31. März 2009 Verkäufe: + 1.310.000 |
| 2010 | Only One Flo (Part 1) Atlantic Records (WMG) | — | — | — | — | US107 (1 Wo.)US | Erstveröffentlichung: 26. November 2010                   |
| 2012 | Wild Ones Atlantic Records (WMG)             | DE16 (8 Wo.)DE | AT8 (8 Wo.)AT | CH7 (13 Wo.)CH | UK8 Gold · (20 Wo.)UK | US14 (37 Wo.)US | Erstveröffentlichung: 22. Juni 2012 Verkäufe: + 596.000   |